# Église Saint-Pantaléon de Saint-Pantaléon-de-Lapleau
 (août 2019).
Si vous disposez d'ouvrages ou d'articles de référence ou si vous connaissez des sites web de qualité traitant du thème abordé ici, merci de compléter l'article en donnant les références utiles à sa vérifiabilité et en les liant à la section « Notes et références ».
 (août 2022).
L'église Saint-Pantaléon de Saint-Pantaléon-de-Lapleau est une église en ruines appartenant à un prieuré bénédictin fortifié, située au sommet du roc du Gour Noir, un piton rocheux situé sur la commune de Saint-Pantaléon-de-Lapleau, en Corrèze.

## Histoire
L’abrupt roc du Gour Noir fut peut-être le théâtre de réunions druidiques rituelles. Certains indices toponymiques et vestiges peuvent le laisser supposer.[réf. nécessaire]
Vers l’an 900, le rocher est choisi en raison du caractère exceptionnel de sa situation géographique. Fuyant l’invasion des Normands, les habitants de la vallée de la Dordogne remontèrent le cours de la Luzège pour y déposer leurs reliques en un lieu sûr. Pour cette raison, ils baptisèrent le rocher « corps saint » (ou « corps aux saints »). Ce nom est parvenu jusqu’à aujourd'hui.

### Moyen Âge
La « forteresse des abbés » est édifiée à la toute fin du XIe ou au début du XIIe siècle, succédant immédiatement à celle de l’imprenable château de Ventadour (1080). Elle semble obéir à une double nécessité :
- d’une part, créer un premier rempart contre d’éventuels assaillants progressant le long de la rivière ;
- d’autre part, renforcer l’emprise de la foi chrétienne sur une région où, comme en témoignent des écrits d’Église, le paganisme restait très vivace.

L’édifice prit la forme d’une abbaye fortifiée, occupée par trois moines de l’ordre de Saint-Benoît et gardée par une petite garnison. À la tête se trouvait un prieur, personnage tout puissant, puisque père supérieur en même temps que chef militaire.
Les ruines indiquent en effet la présence d’un des plus importants prieurés du Limousin des XIVe et XVe siècles. Son plus illustre prieur fut Pierre Roger de Beaufort qui devint pape sous le nom de Grégoire XI de 1370 à 1387 (dernier pape français et dernier à avoir résidé à Avignon). Les deux papes limousins, Clément VI et Grégoire XI, bénéficièrent en leur jeunesse du titre de « prieur de Saint-Pantaléon », sans pour autant y séjourner beaucoup.
En 1379, en pleine guerre de Cent Ans, un routier des grandes compagnies anglaises, du nom de Geoffroy Tête Noire, s’empare de la forteresse de Ventadour. Durant les mois qui suivent, il s’emploie à soumettre toute la région alentour, y compris Saint-Pantaléon. Pendant dix ans, l’abbaye vit sous le joug de Geoffroy et de ses lieutenants.
Sa mort en 1389 permet aux Français du duc de Berry de reprendre Ventadour à ses successeurs, les frères Roux. Saint-Pantaléon lui-même ne sera repris qu’en 1391 par Guillaume le Boutilier, capitaine de Charles VI. Ce dernier, dès la fin du siège, ordonne la destruction de toute la partie fortifiée, ne laissant en place que la chapelle et le couloir souterrain menant à la plate-forme.
Dès lors, ce site devient une simple petite église de village qui, incendiée à deux reprises (en 1462 et en 1915) a servi au culte jusqu’en 1883.

### Époque contemporaine
Les ruines de l'église ont été classées au titre des monuments historiques par arrêté du 26 août 1963.
Le site est réutilisé depuis 1987 pour devenir un lieu de création théâtrale avec le festival de la Luzège.